# Bogenové
Bogenové byla bavorská hrabata, mladší větev Babenberků pocházející od Vojtěcha I. z Windbergu, mladšího syna rakouského markraběte Arnošta. Až do poloviny 13. století byli vládci Sušicka a měli velice blízko k českým Přemyslovcům, se kterými byli spojeni několika sňatky a společnými politickými zájmy.
Zřejmě okolo roku 1100 založil Fridrich z Bogenu benediktinský klášter Oberalteich a okolo roku 1140 Albrecht I. z Bogenu založil jako rodovou fundaci premonstrátský klášter Windberg.

## Historie
Původně byli Bogenové nepříliš významná hrabata z bavorského Podunají, která se rozdělila na dvě větve. Starší se stala hrabaty z Windbergu a mladší fojty z Řezna. Již roku 1094 se Lukarta z Bogenu stala manželkou českého knížete Břetislava II. Sňatky mezi Bogeny a Přemyslovci pokračovaly, zatímco rod nabíral na významu. Svatava byla s nádhernou výbavou a značným věnem provdána v roce 1124 za řezenského purkrabího Fridricha z Bogenu, za což se jejímu bratrovi knížeti Vladislavovi II. dostalo podpory kolem roku 1142, kdy neklidné Čechy hrozily vzpourou. Naposledy se oba rody spojily roku 1184 sňatkem Ludmily a Albrechtem z Bogenu, budoucím dlouholetým straníkem Přemysla Otakara I.
Bogenové a Přemyslovci vedli společnou a oboustranně výhodnou politiku, jejíž součástí byla i několikanásobná vzájemná pomoc proti společným nepřátelům v německé části Říše i v Čechách. Přátelské vztahy přinesly Bogenům i zisk území na severním pomezí Šumavy s centrem kolem pozdějšího města Sušice. Toto území Bogenové (a poté Wittelsbachové) drželi možná déle než sto let (maximální doba existence bavorské enklávy v Čechách je 1124 až 1271). V tomto období se Bogenové velmi pravděpodobně pokusili své české území sousedící s kmenovými oblastmi bogenského rodu v dnešním Bavorsku kolonizačně a mocenskopoliticky upevnit, rozšířit a zajistit pro sebe do budoucna, k čemuž jim pomáhal jejich rodový klášter ve Windbergu. Územní rozsah bogenské enklávy v Čechách je v písemných pramenech doložen jen v blízkém okolí Sušice (Sušice a Podmokly. Albrechtice, Milčice, Janovice a Vojtice) s několika dochovanými románskými kostely (Mouřenec a Petrovice). Nějaké rozšíření této původní mocenské základny do okolních řídce osídlených nebo zcela neosídlených oblastí Šumavy je pravděpodobné, ale není doložené. Mnohem větší rozsah – od Nýrska až po Vimperk -připisoval bogenské enklávě Josef Blau ve svém velkém díle z let 1932 až 1934 „Geschichte der künischen Freibauern im Böhmerwalde“ (Dějiny Králováků na Šumavě), tato domněnka je však rovněž nedoložená. Přítomnost a působení hrabat z Bogenu na jihozápadním pomezí Čech zcela jistě vytvořily příznivé podmínky pro intenzivnější šíření pokrokových vlivů z Podunají do Čech a pro těsnější a intenzivnější vztahy mezi Čechami a Bavorskem.
Smrtí hraběte Alberta IV. rod Bogenů v roce 1242 vymřel po meči a jejich dědicem se stal vévoda Ota II. Bavorský, čímž dobré vztahy k Čechám skončily. Čeští králové se od té doby pochopitelně pokoušeli získat Sušici s jejím okolím zpět do své moci. Václav I. ostatně vznesl jako příbuzný vymřelých Bogenů nárok na celé jejich území a majetek. Mezi Přemyslovci a bavorskými Wittelsbachy tak vznikly dokonce dva objekty sváru - území kolem Sušice v Čechách a rozsáhlé hrabství Bogen na jih od Šumavy. Přemysl Otakar II., v té době moravský markrabě, vpadl na počátku roku 1251 do Bavor a zpustošil okolí Chamu. V roce 1257 byla v Chamu uzavřena mírová smlouva, která bavorskému vévodovi ponechala nadále celé bogenské dědictví. Přemysl Otakar II. však bogenskou enklávu v Čechách pozvolna získával zpět, až nad ní nakonec převzal faktickou kontrolu. Do roku 1271 si bavorský vévoda Sušicko dokázal udržet alespoň teoreticky, ale smlouva mezi ním a Přemyslem Otakarem II. z téhož roku vytvořila do budoucna nový právní základ celého konfliktu: Bavorsko rezignovalo na svá práva na Sušicko a bývalého českého území hrabat z Bogenu se vzdalo; český král se však za to vzdal všech svých práv na podunajská hrabství Bogen a Deggendorf.